# Megachile montezuma
Megachile montezuma är en biart som beskrevs av Cresson 1878. Megachile montezuma ingår i släktet tapetserarbin, och familjen buksamlarbin. Inga underarter finns listade i Catalogue of Life.